# كايل هاميلتون
كايل هاميلتون هو مجدف كندي، ولد في 26 فبراير 1978 في ريتشموند في كندا.

## وصلات خارجية
- كايل هاميلتون على موقع الاتحاد الدولي للتجديف (الإنجليزية)
- كايل هاميلتون على موقع اللجنة الأولمبية الدولية (الإنجليزية)
- كايل هاميلتون على موقع أوليمبيديا (الإنجليزية)